# Смолин, Иван Иванович
Ива́н Ива́нович Смо́лин (5 июля 1895, село Шилово, Рязанская губерния — 20 сентября 1937, Москва) — советский военный деятель, начальник Военно-инженерной академии РККА, комкор.

## Биография
Русский, из офицеров царской армии, высшее образование, член ВКП(б) с 1919. Участник Первой мировой и Гражданской войн.
Начальник 47-й стрелковой дивизии (12.11.1919–31.03.1920). Начальник 21-й стрелковой дивизии (2.07 — 20.10.1920). Начальник 2-й Верхне-Удинской стрелковой дивизии НРА ДВР (11.1920–07.1921). Начальник 11-й Петроградской стрелковой дивизии с 07.(1921 год), командир 6-й Орловской стрелковой дивизии с 21.07.1923 г.. ВрИО командира (с июня 1924 года), командир и военком (с июня 1924 года) 3-го стрелкового корпуса; начальник штатно-тарифного отдела Управления РККА (с октября 1924 года); начальник и военком отдела устройства войск Управления РККА (с ноября 1924 года); командир 9-го стрелкового корпуса (с декабря 1924 года); командир и военком 5-го стрелкового корпуса (с марта 1926 года); начальник стрелково-тактических курсов усовершенствования комсостава РККА имени Коминтерна, начальник курсов «Выстрел» (с мая 1927 года — декабрь 1929 год); В 1929 становится помощником командующего Кавказской Краснознамённой армией, уже в марте 1932 года командующий этой армии. В 1934—1937 начальник Военно-инженерной академии РККА.

## Арест и расстрел
Во время политических «чисток» в РККА арестован 14 мая 1937 года, во время следствия держался, не признаваясь в предъявляемых обвинениях. Внесен в Сталинские расстрельные списки от 15 сентября 1937 года. Приговорён ВКВС СССР 20 сентября 1937 года по обвинению в участии в контр-революционной организации к ВМН, невзирая на призыв разобраться по-справедливости, и в тот же день расстрелян, реабилитирован посмертно 22 октября 1955 года. Место захоронения —  Донское кладбище.

## Адрес
Почтовый адрес проживания, на момент ареста: Москва, Калашный переулок, дом № 2, квартира № 11. 16 мая 2021 года на доме установлена памятная плитка.

## Награды
- Орден Красного Знамени (1922).
- Орден Трудового Красного Знамени ЗСФСР (1932).